# Scott McPhee
Scott Matthew McPhee, OAM (nascido em 2 de janeiro de 1992) é um ciclista paralímpico australiano, natural de Adelaide.
Conquistou a medalha de ouro na perseguição individual da categoria B nos Jogos Paralímpicos de Verão de 2012 em Londres.